# Leptosiaphos fuhni
Espèce
Synonymes
- Panaspis fuhni Perret, 1973

Leptosiaphos fuhni est une espèce de sauriens de la famille des Scincidae.

## Répartition
Cette espèce est endémique du Cameroun.

## Étymologie
Cette espèce est nommée en l'honneur d'Ion Eduard Fuhn.

## Publication originale
- Perret, 1973 : Contribution à l'étude des Panaspis (Reptilia, Scincidae) d'Afrique occidentale avec la description de deux espèces nouvelles. Revue suisse de Zoologie, vol. 80, no 2, p. 595-630 (texte intégral).